# Висока Краєнська
Висока Краєнська (пол. Wysoka Krajeńska) — село в Польщі, у гміні Семпульно-Краєнське Семполенського повіту Куявсько-Поморського воєводства.
Населення — 137 осіб (2011).
У 1975-1998 роках село належало до Бидгощського воєводства.

## Демографія
Демографічна структура станом на 31 березня 2011 року:
|          | Загалом | Допрацездатний вік | Працездатний вік | Постпрацездатний вік |
| -------- | ------- | ------------------ | ---------------- | -------------------- |
| Чоловіки | 64      | 12                 | 47               | 5                    |
| Жінки    | 73      | 20                 | 39               | 14                   |
| Разом    | 137     | 32                 | 86               | 19                   |